# Legarda
Legarda é um município da Espanha na província e comunidade foral (autónoma) de Navarra. Tem 8,30 km² de área e em 2021 tinha 124 habitantes (densidade: 14,9 hab./km²).

## Demografia
| Variação demográfica do município entre 1991 e 2004 | Variação demográfica do município entre 1991 e 2004 | Variação demográfica do município entre 1991 e 2004 | Variação demográfica do município entre 1991 e 2004 |
| --------------------------------------------------- | --------------------------------------------------- | --------------------------------------------------- | --------------------------------------------------- |
| 1991                                                | 1996                                                | 2001                                                | 2004                                                |
| 73                                                  | 71                                                  | 90                                                  | 111                                                 |